# Jean Ango
Jean Ango (ur. 1480, zm. ok. 1551) – wicehrabia, francuski żeglarz, bankier, armator, potomek rodu Dieppe, który wzbogacił się na piractwie na Morzu Karaibskim.
Jean Ango był przyjacielem króla Francji, Franciszka I. Uważa się go za patrona żeglarzy, geografów, kartografów oraz artystów i piratów.
W latach 1494–1559, w okresie wojen włoskich utrzymywał flotę korsarską działającą na Morzu Karaibskim, szlakach atlantyckich i u wybrzeży Hiszpanii i Portugalii. Jego marynarze łupili miasta portowe min. Lizbonę. Jego marynarze zatrzymali i ograbili statek wysłany z Meksyku przez Hernánda Cortésa, na którym znajdowały się dary w srebrze wartości 280 milionów marawedów.
Jean Ango był także organizatorem i fundatorem wypraw Giovanniego da Verrazzano i Jaquesa Cartiera mające na celu znalezienie północno-zachodniego przejścia do Chin.